# Yūichirō Miura
Pour les articles homonymes, voir Miura (homonymie).
Yūichirō Miura (三浦 雄一郎, Miura Yūichirō), né le 12 octobre 1932, est un alpiniste japonais. En 2003, à l'âge de 70 ans, il devient la personne la plus âgée ayant atteint le sommet de l'Everest. Ce record est par la suite battu. Cependant, le 26 mai 2008, Miura escalade à nouveau le mont Everest à l'âge de 75 ans. Le 23 mai 2013, il devient à nouveau l'alpiniste le plus vieux ayant gravi l'Everest, à l'âge de 80 ans.
Cette prouesse est inscrite dans le livre Guinness des records. Il est également devenu la première personne à skier sur le mont Everest le 6 mai 1970. Il descend à cette occasion près de 1 300 m de dénivelé depuis le col Sud (altitude supérieure à 8 000 m). Ce fait est relaté, en 1975, dans le film The Man Who Skied Down Everest. Le film remporte l'Oscar du meilleur film documentaire ; il est le premier lauréat de ce prix.
Son père est Keizo Miura, la légende du ski japonais. Gouta Miura, skieur freestyle et alpiniste, est l'un de ses fils.